# استان لویو

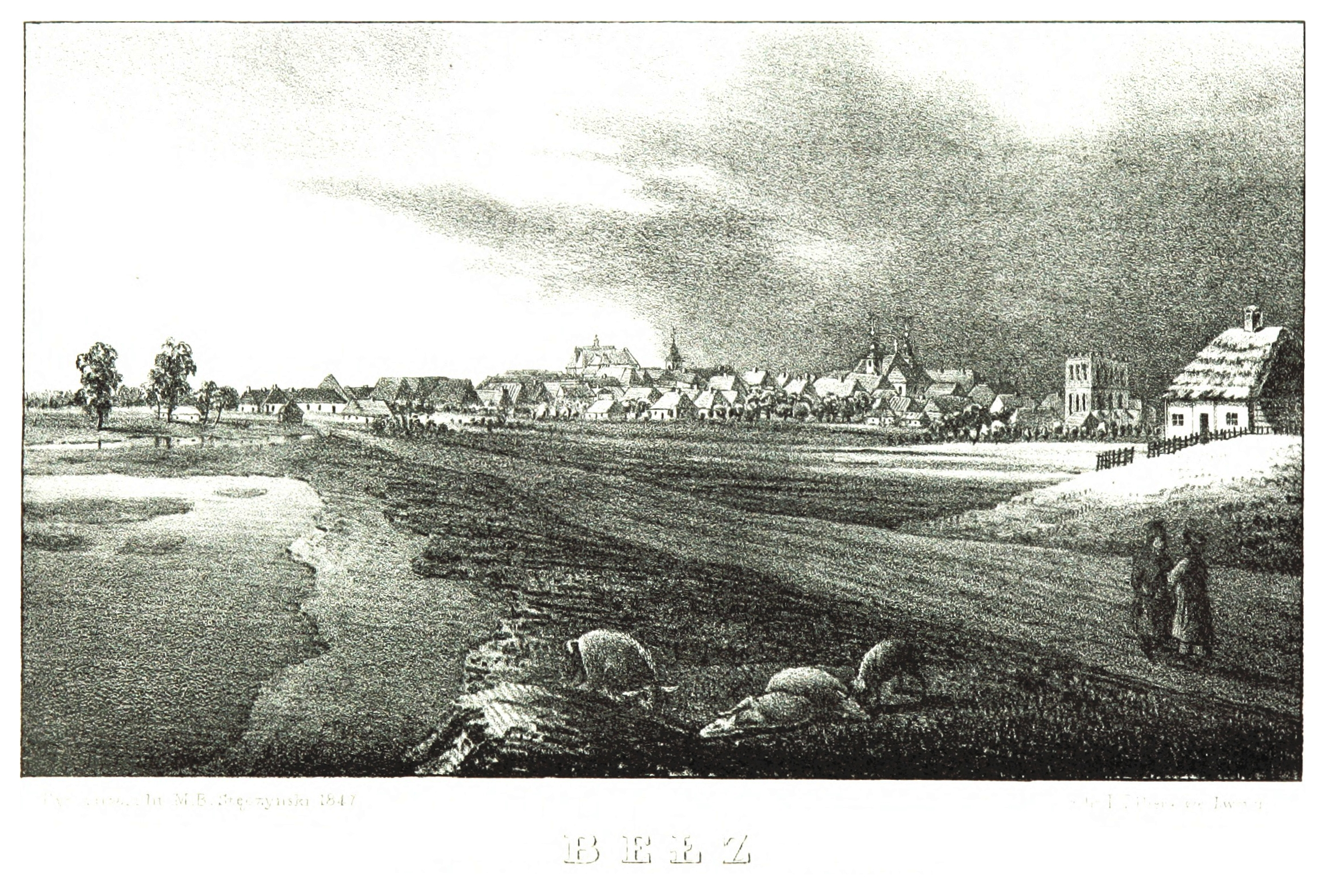
نمایی از بلز، یکی از قدیمی‌ترین شهرهای منطقه، مربوط به قرن نوزدهم

استان لووف یا استان لویو (به اوکراینی: Львівська область) از استان‌های غربی اوکراین است. مرکز این استان شهر لووف می‌باشد.

## شهرهای استان لووف

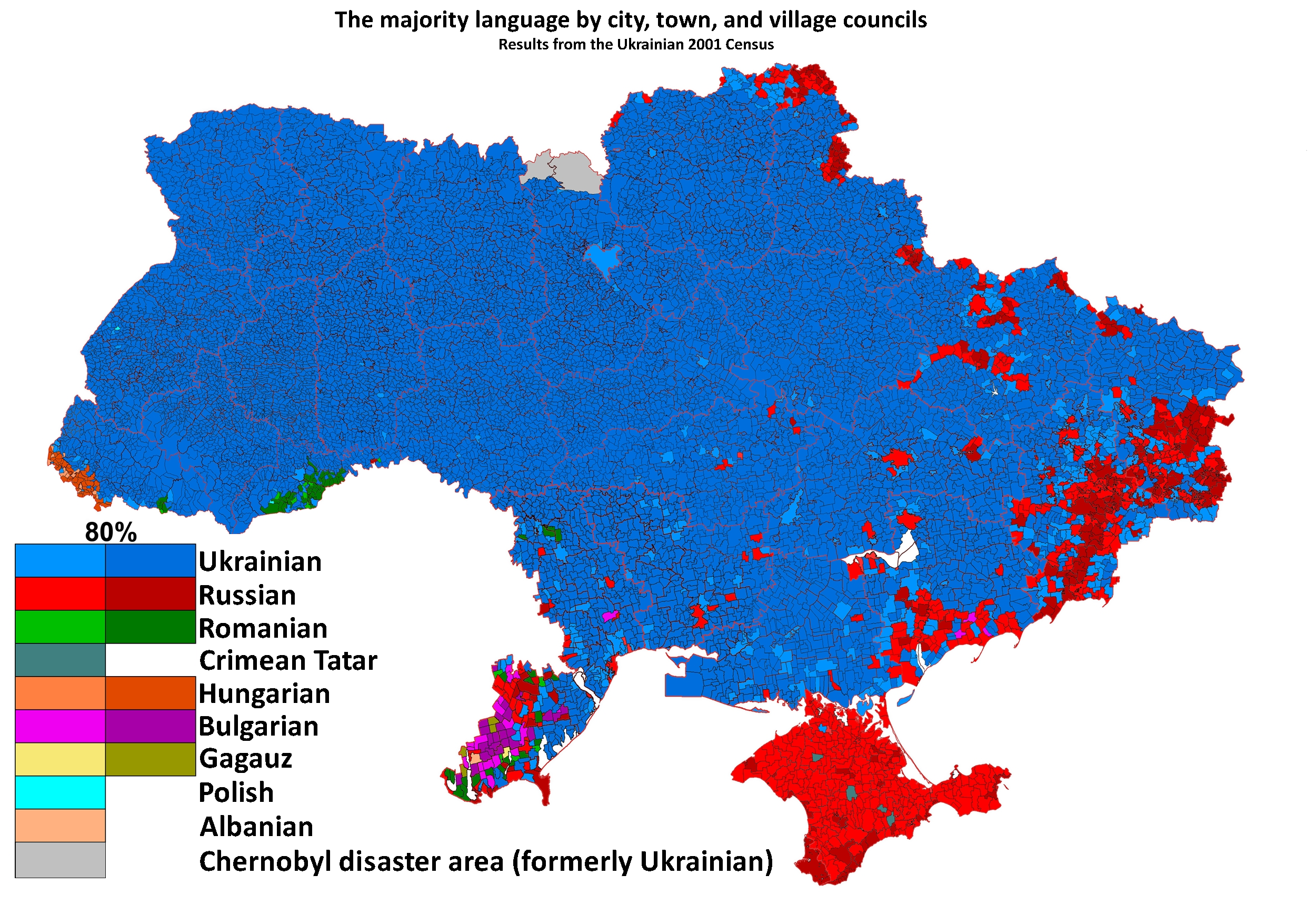
طبق سرشماری سال ۲۰۰۱ اوکراین، زبان اوکراینی زبان مادری بیش از ۹۵٪ از جمعیت استان لویو بود: این زبان تقریباً در تمام شوراهای شهر، شهرستان و روستای این استان زبان غالب بود، تنها یک شورای روستای این منطقه عمدتاً اوکراینی زبان نبود.

| - اوهنیف - بلز - هلینیانی - نوویی کالینیف - بیبرکا - کومارنو - خیریف - رودکی - دوبرومیل - استاریی سامبیر - ولیکی موستی | - موشین - سودووا ویشنیا - اسکوله - پرمیشلیانی - تورکا - راوا-روسکا - دوبلیانی - بوسک - موستیسکا - رادخیف - پوستومیتی | - خودوریف - کامیانکا-بوزکا - ژیداچیف - سوسنیفکا - ژوفکفا - یاووریف - وینیکی - میکولائیف - هوردوک - استبنیک - سوکال | - برودی - زولوچیف - نوویاووریفسکه - نوویی روزدیل - تروسکاوتس - سامبیر - بوریسلاف - استری - چروونوهراد - دروهوبیچ - لویو |  |

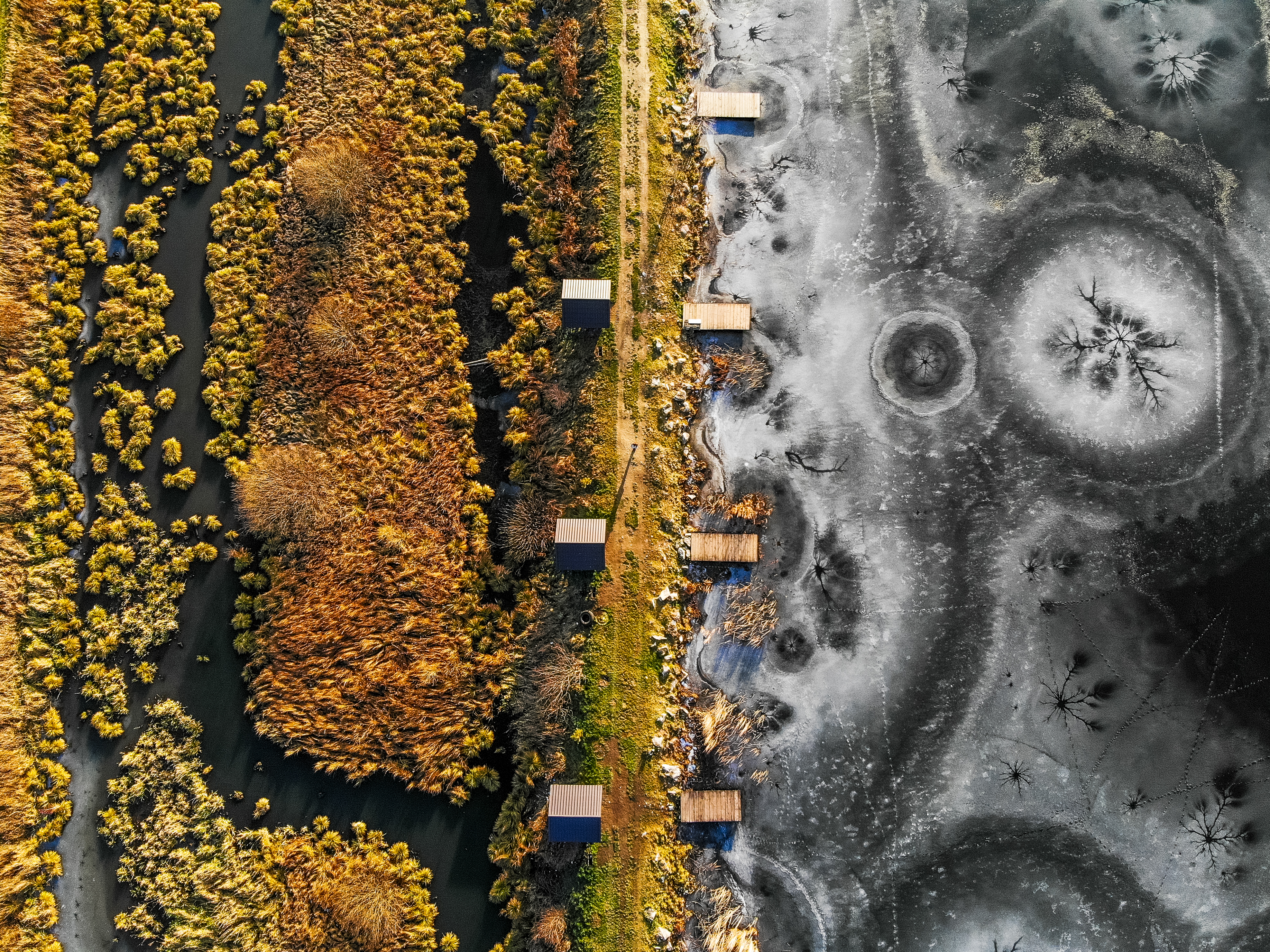
ذخیره‌گاه زیست‌کره روزتوچیا
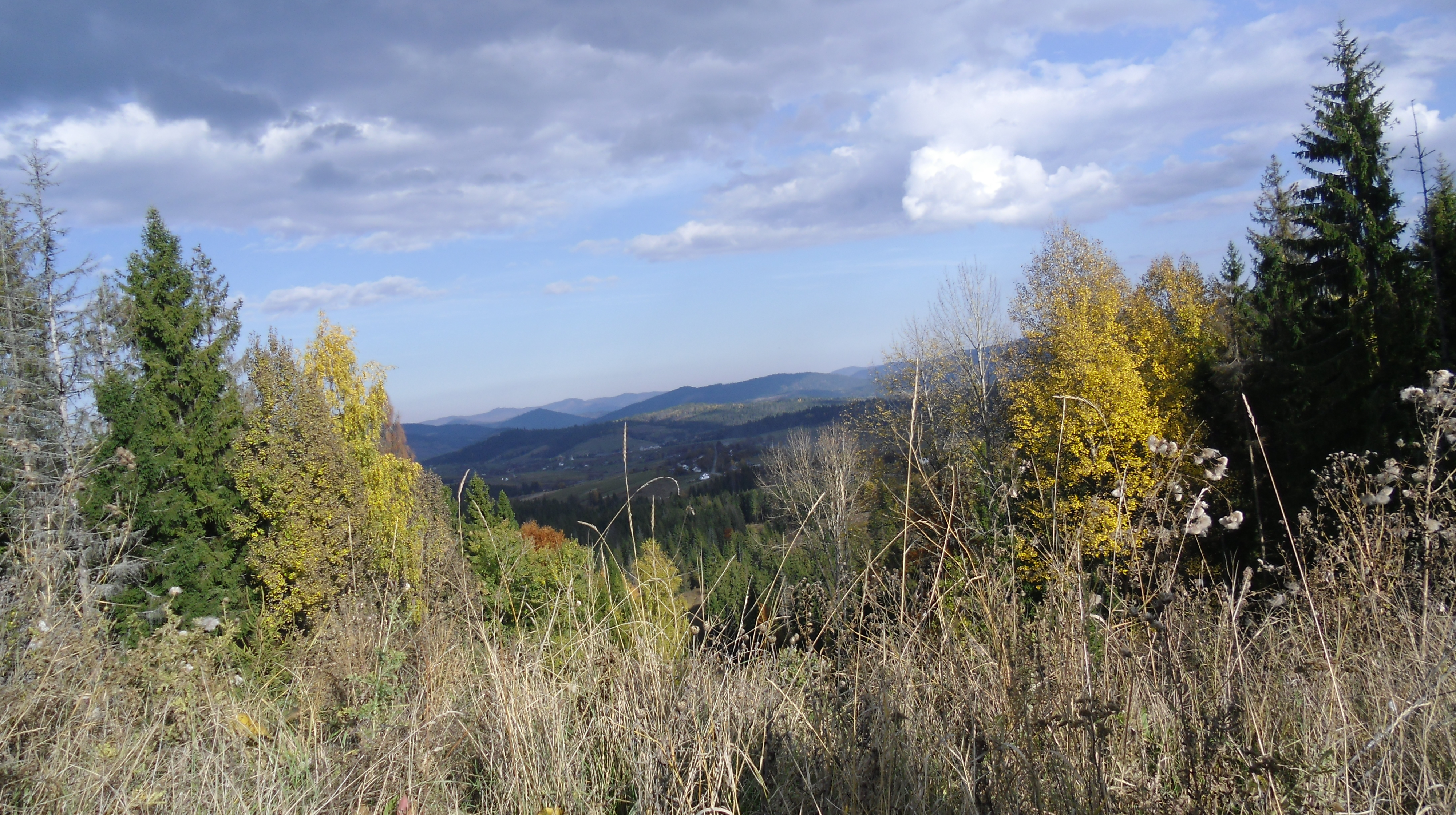
اسکوله بسکیدز. نمایی از روستای توخولکا
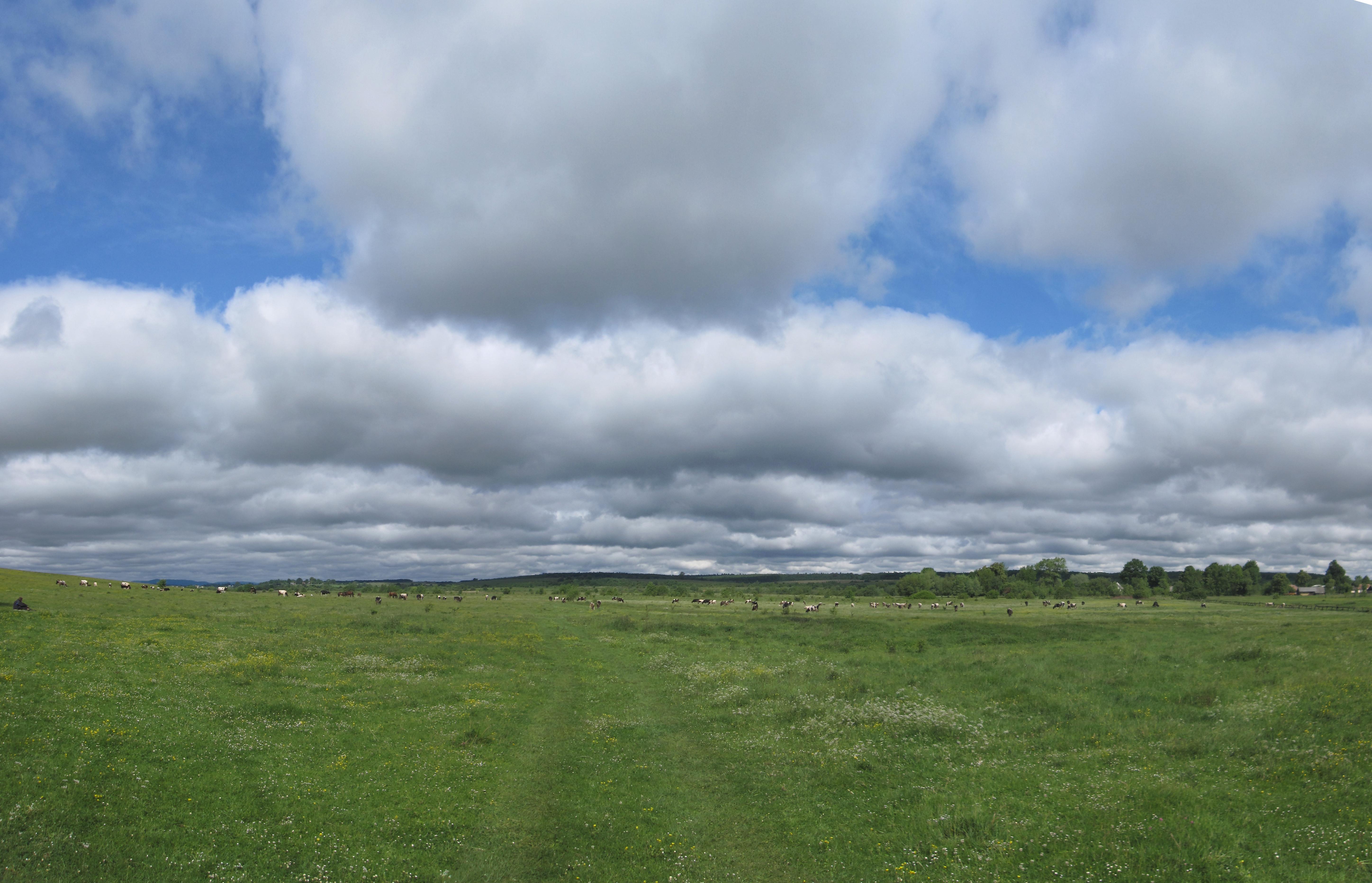
زمین‌های مسطح چمنی با تپه‌های مواج در منطقه دروهوبیچ
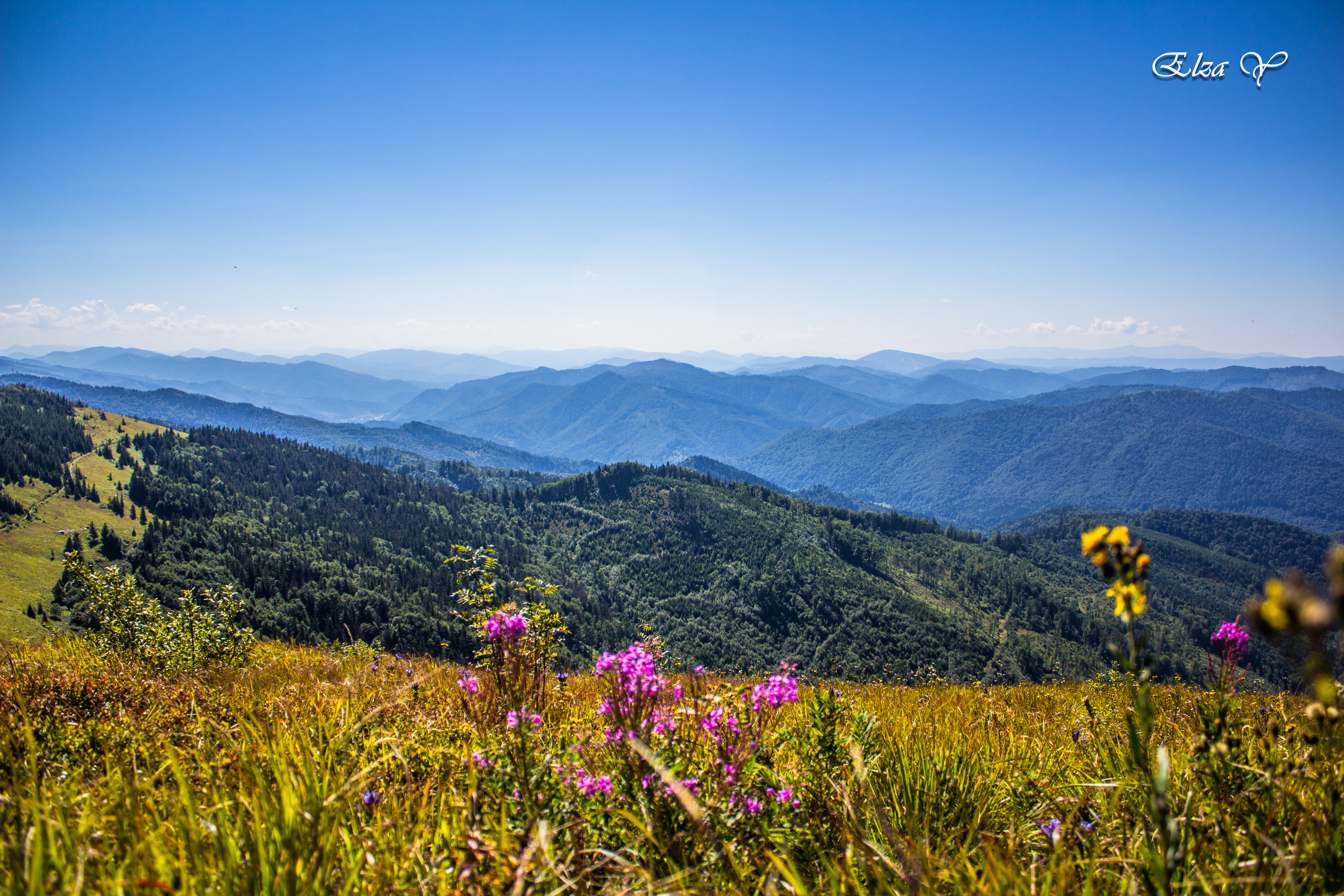
کوه پاراشکا، بلندترین قله رشته‌کوه پاراشکا در اسکوله بسکیدز
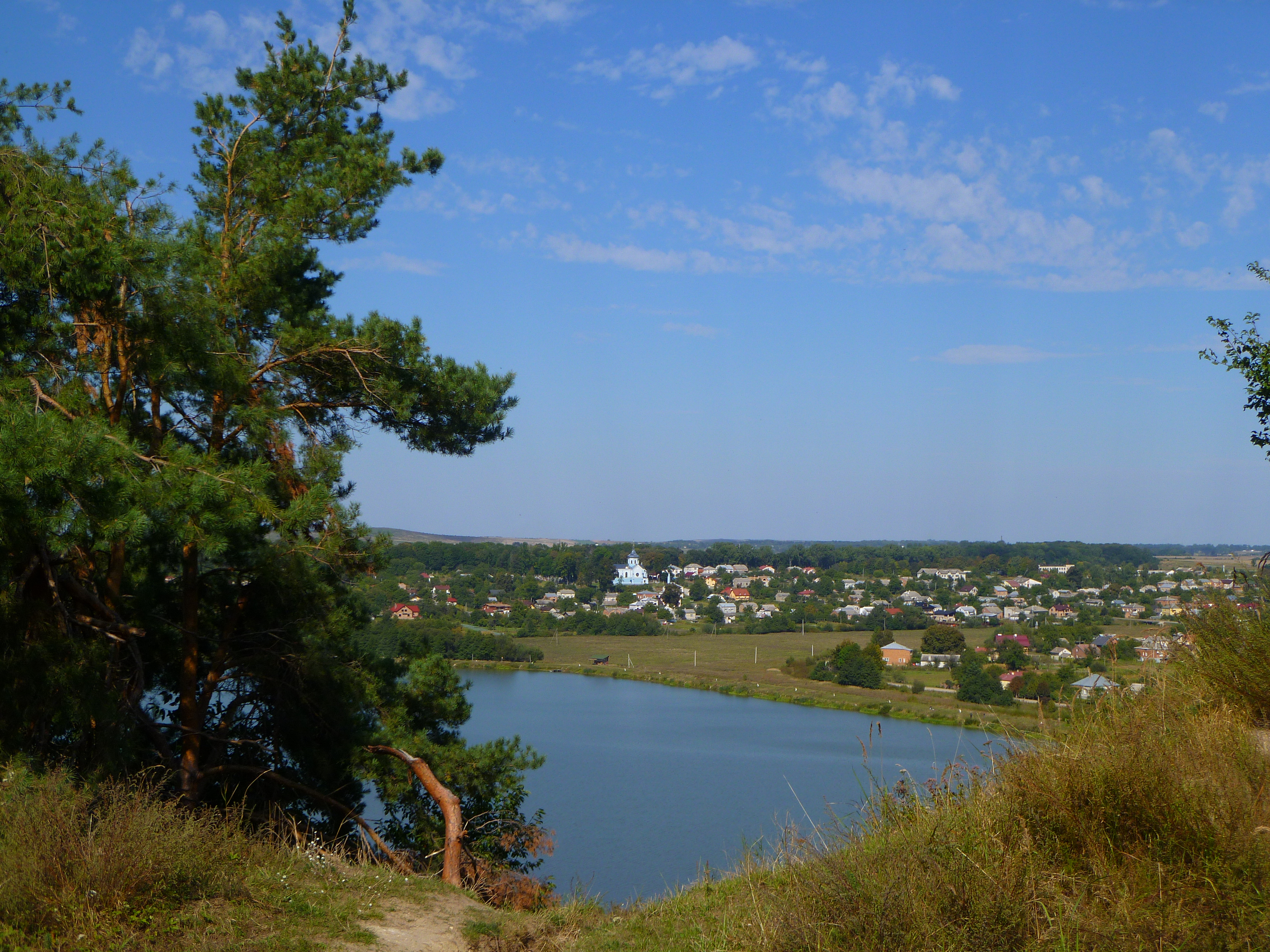
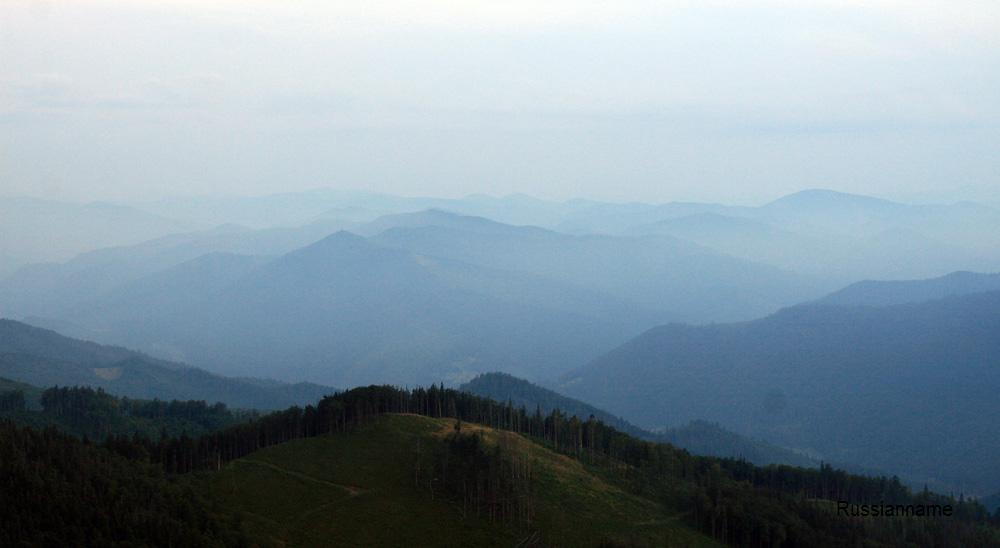
|روستای زاشکیف در منطقه لویو سابق
- بزرگراه در منطقه استری
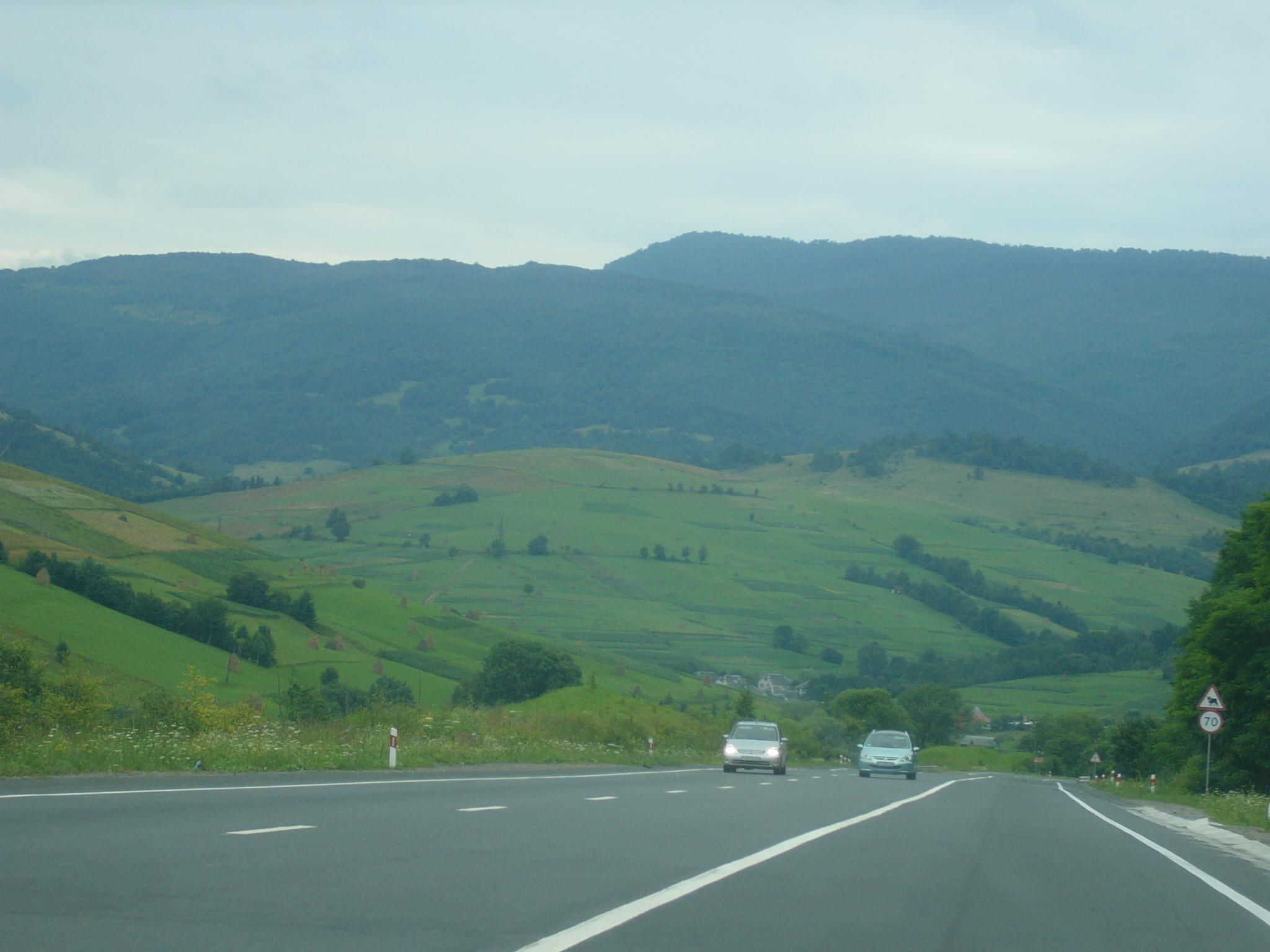
روستای اسکولیوسکی بیسکیدز